# Njomza
Njomza Vitia (Chicago, Illinois; 22 de abril de 1994) é uma cantora e compositora americana. Ela nasceu em Ludwigsburg, Baden-Württemberg, Alemanha, de pais albaneses do Kosovo. Seu pai, Faik Vitia, e sua mãe, Sheki Vitia nasceram em Pristina, Kosovo. Seus pais deixaram o Kosovo em 1992. Njomza cresceu em Chicago, Illinois.
Njomza começou sua carreira na música como a vocalista de uma banda alternativa chamada Scarlett. A banda teve muitos seguidores e tocou na Warped Tour em 2010. Uma vez que a banda foi desfeita em 2011, Njomza continuou sua carreira como artista solo. Ela gravou versões covers do Mac Miller, Kid Cudi e vários outros artistas no Youtube. Foi através dos covers que Njomza foi descoberta por Mac Miller. Logo depois que Mac Miller convidou Njomza para a Warner Bros. Records, gravou a música REMember .
Desde 2013, ela lançou uma mixtape e dois EPs. Ela também co-escreveu as músicas de Ariana Grande "7 Rings" e "Thank U, Next".

## Discografia
| Título      | Detalhe do Album                                                                                          |
| ----------- | --- |
| Sad For You | - Lançamento: 7 de abril de 2017 - Gravadora: REMember - Formato: Download digital                        |
| Vacation    | - Lançamento: 9 de novembro de 2018 - Gravadora: SinceThe80s, Motown, Capitol - Formato: Download digital |